# Annika Billstam
Annika Billstam (8 marzo 1976) è un'orientista svedese, dimorante a Stoccolma.

## Carriera
Ha iniziato a praticare l'orientamento con il club OK linnè di Uppsala, ma nell'inverno del 2007 si è trasferita a Stoccolma ed è passata alla società IFK Lidingö, per poi di tornare all'OK Linné nel gennaio 2012.
Ai mondiali del 2007 tenutasi a Kiev con la staffetta della Svezia ha vinto l'argento. Nel 2008 a Olomouc si è classificata terza sia nella staffetta che nella lunga distanza. In Savoia nel 2011 è arrivata terza nella staffetta. Nel 2012 a Losanna si è classificata terza nelle prove sprint e lunga distanza dei mondiali.
L'11 maggio 2012 è balzata al primo posto del ranking mondiale.

## Vita

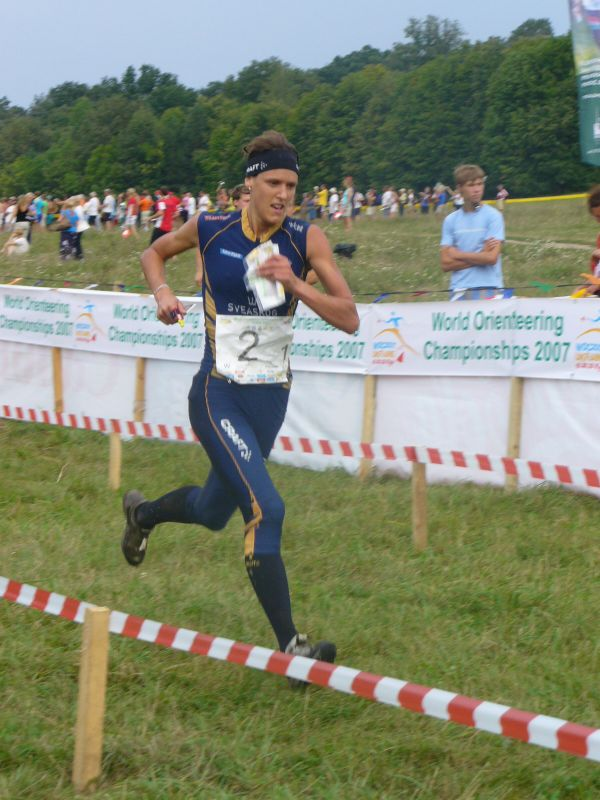
Annika Billstam alla staffetta dei mondiali del 2007 in Ucraina